# Banishers: Ghosts of New Eden
Banishers: Ghosts of New Eden (с англ. — «Изгоняющие: Призраки Нового Эдема») — компьютерная игра в жанре action/RPG, разработанная французской компанией Don’t Nod для Windows, PlayStation 5, Xbox Series X/S и изданная Focus Entertainment. Выход игры состоялся 13 февраля 2024 года. Герои игры — охотники за привидениями в колониальной Америке конца XVII века, Ред мак Рэйф и Антея Дуарте; после неудачной миссии Антея погибает, но продолжает сопровождать напарника как призрак. Продолжая охоту на привидений, герои пытаются найти способ вернуть Антею к жизни.

## Игровой процесс
Banishers: Ghosts of New Eden представляет собой action/RPG; игрок поочередно управляет двумя персонажами — Редом и Антеей — и может переключаться между ними в любой момент. Игра схожа с God of War 2018 года: камера находится близко за плечом персонажа, локации линейны, но взаимосвязаны, и геймплей включает в себя решение головоломок с предметами окружения и рукопашный бой. При этом игра включает в себя детективные истории и ситуации с выбором из нескольких вариантов в духе Life is Strange.
Ред вооружен абордажной саблей и мушкетом — боеприпасы к этому оружию бесконечны, но перезарядка длится долго, так что герой должен больше полагаться на холодное оружие. Боевая система игры включает в себя легкие и тяжёлые атаки, возможности уклоняться от вражеских ударов и блокировать их. Антея, даже будучи привидением, тоже участвует в боях: она сражается голыми руками и также может использовать «спиритические» умения, например, атаку, бьющую сразу по большой площади. Если у Реда есть обычная для подобных игр шкала очков жизни, у Антеи есть лишь шкала очков магии — они убывают с получением урона или использованием умений. Игрок должен сначала накопить эти очки, играя за Реда, а потом переключиться на его напарницу для особо мощной атаки. Переключение между напарниками важно и для решения головоломок или поиска детективных улик: Антея видит «призрачную пыль», позволяющую напарникам понять, что случилось, например, на месте убийства. Игра разделена на главы; в конце главы напарники сталкиваются с боссом и после победы над ним должны сделать тот или иной выбор.

## Сюжет
Действия игры происходит в колониальной Америке в 1695 году, в месте под названием Новый Эдем. Главные герои — профессиональные охотники на привидений, шотландец Ред мак Рэйф и его напарница и любимая Антея Дуарте. Антея погибает и сама становится привидением, но продолжает сопровождать Реда. Пара пытается найти способ вернуть Антею к жизни. Решения, которые принимают герои, относятся и к привидениям, и к живым колонистам — охотники на привидений могут, например, обвинить кого-то из живых в убийстве, изгнать неупокоенную душу в «пустоту», обрекая на вечные страдания, либо, наоборот, позволить ей «возвыситься» и перейти в лучший загробный мир. Слишком кровожадные варианты могут усложнить цель героев — возвращение Антеи к жизни; другие, милосердные, могут навести Антею на мысли о том, чтобы вовсе расстаться с миром смертных и уйти в загробный мир насовсем.

## Разработка
Banishers была анонсирована 8 декабря 2022 года на мероприятии The Game Awards 2022. Игра должна была выйти 7 ноября 2023 года. Позже дата выпуска была сдвинута на 13 февраля 2024 года — в конце предыдущего года должно было выйти множество AAA-игр, и Don’t Nod хотела избежать острой конкуренции с другими релизами.

## Отзывы
| Сводный рейтинг       | Сводный рейтинг                        |
| Агрегатор             | Оценка                                 |
| --------------------- | -------------------------------------- |
| Metacritic            | (PC) 78/100 (PS5) 78/100 (XBXS) 81/100 |
| OpenCritic            | 80/100                                 |
| «Критиканство»        | 76/100                                 |
| Иноязычные издания    |                                        |
| Издание               | Оценка                                 |
| Edge                  | 7/10                                   |
| IGN                   | 7,0/10                                 |
| PC Gamer (US)         | 74/100                                 |
| Русскоязычные издания |                                        |
| Издание               | Оценка                                 |
| 3DNews                | 7,5/10                                 |
| GameMAG.ru            | 8/10                                   |
| GoHa.Ru               | Эпично                                 |
| PlayGround.ru         | 7,5/10                                 |
| Riot Pixels           | 60/100                                 |
| StopGame.ru           | Изумительно                            |
| «Канобу»              | 7/10                                   |
| «НИМ»                 | 6,2/10                                 |

Banishers: Ghosts of New Eden получила преимущественно положительные отзывы критиков по данным сайта агрегатора рецензий Metacritic.